# باك ويست
باك ويست (بالإنجليزية: Buck West)‏ هو لاعب كرة قاعدة أمريكي، ولد في 29 أغسطس 1860 في Springfield Township, Richland County, Ohio ‏ في الولايات المتحدة، وتوفي في 13 يناير 1929 في مانسفيلد في الولايات المتحدة.